# Esquina da Ilusão
Esquina da Ilusão  é um filme brasileiro de 1953, de gênero Comédia, em preto e branco, produzido pela Cinematográfica Vera Cruz e dirigido por Ruggero Jacobbi, com trilha sonora de Enrico Simonetti.

## Enredo
Um imigrante italiano se faz passar por grande industrial homônimo em suas cartas aos familiares que permanecem na Itália . A farsa fica ameaçada quando seu irmão encantado com as proezas contadas na carta , decide visitá-lo.

## Elenco
- Alberto Ruschel
- Ilka Soares
- Waldemar wey
- Renato Consorte
- Josef Guerreiro
- Nicette Bruno
- Benedito Corsi
- Rubens de Falco (creditado como Rubens Costa)
- Marina Freire
- Dina Lisboa
- Elísio de Albuquerque
- Adoniran Barbosa
- Wallace Viana
- Labiby Madi
- Tito L. Baccarin
- José Mercaldi
- Edith Helou
- Ítalo Rossi
- Honório Martinez
- Nancy Campos
- Marisa Giorge
- Francisco Arisa
- Francisco Tamura